# 斎田村
斎田村（さいだむら）は、かつて岐阜県安八郡に存在した村である。
現在の安八郡神戸町南部（斎田・付寄）に該当する。

## 歴史
- 1889年（明治22年）7月1日 - 旧来の斎田村と付寄村が合併し発足。
- 1897年（明治30年）4月1日 - 神戸町の一部（下宮・新屋敷）、落合村、柳瀬村、瀬古村と合併し下宮村が発足。同日斎田村廃止。

## 神社・仏閣
- 黄昏神社